# Vääna
Koordinaten: 59° 23′ N, 24° 25′ O
Vääna (deutsch Fähna) ist ein Dorf (estnisch küla) in der estnischen Landgemeinde Harku (Hark) im Kreis Harju (Harrien). Vääna liegt ca. 20 km von der estnischen Hauptstadt Tallinn entfernt. Das Dorf hat 266 Einwohner (Stand 1. Juni 2010).

## Lage und Geschichte

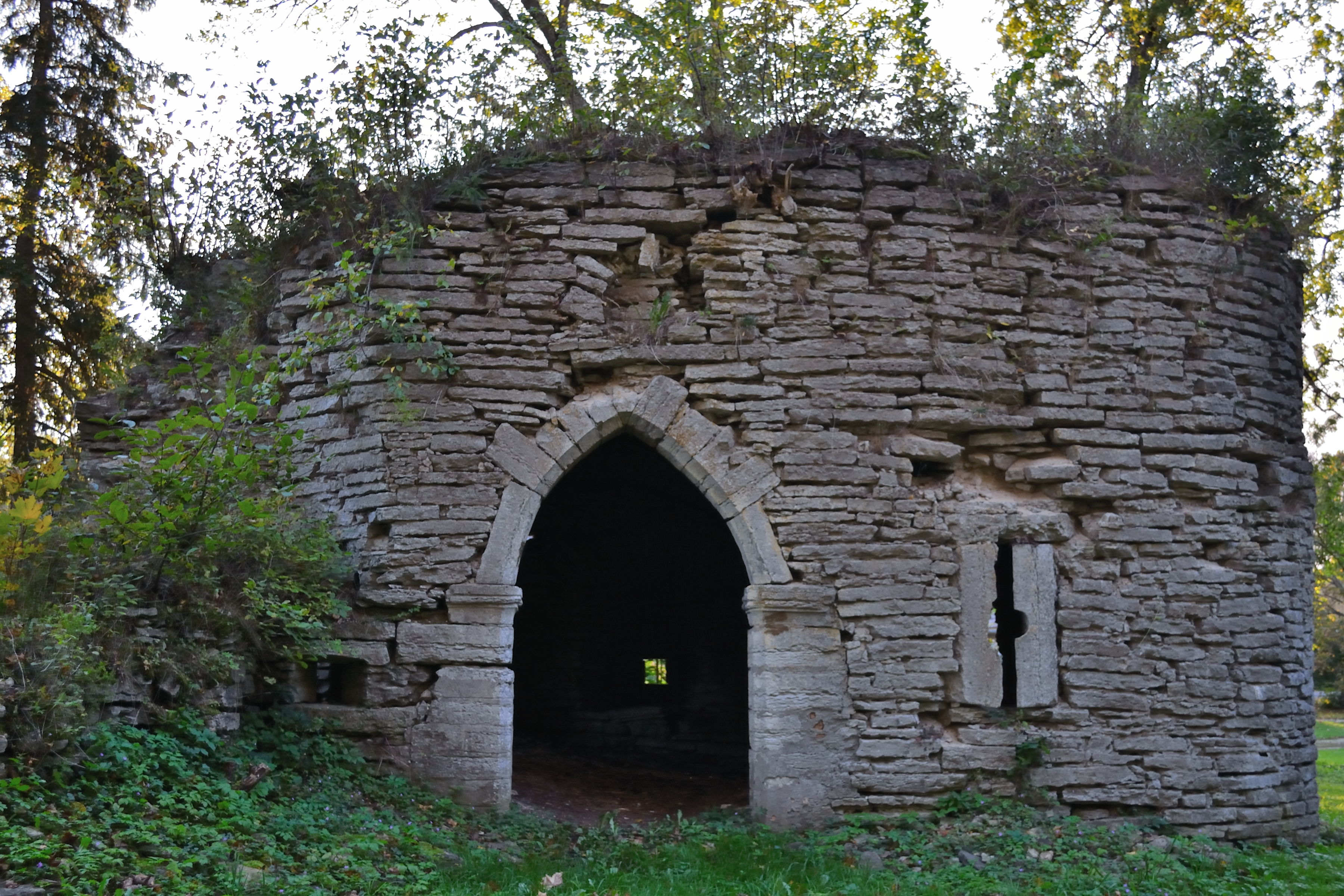
Ruinen der Ordensburg Fähna

Vääna liegt im Urstromtal des nordestnischen Flusses Vääna jõgi. Das 407 Hektar große Landschaftsschutzgebiet wurde 1991 eingerichtet. Darin befindet sich das Moor von Tõlinõmme mit seinem gleichnamigen See. Es ist ein Biotop für zahlreiche Vogelarten. Der bis Ende der 1930er Jahre noch 34 Hektar große See ist inzwischen auf 6 Hektar geschrumpft.
Der Ort Vääna wurde erstmals 1325 unter dem Namen Feyena urkundlich erwähnt. Es gehörte früher zum Kirchspiel Keila (Kegel). 1862 wurde eine Schule in Vääna eröffnet.
1913 wurde eine Schmalspurbahn zwischen Nõmme-Väike und Vääna in Betrieb genommen. Die Bahnlinie diente zunächst militärischen Zwecken, als zwischen 1912 und 1918 die zaristische Armee die Küstenbatterien an der estnischen Nordküste und auf den Inseln zur sogenannten Seefestung Imperator Peter der Große ausbaute. 1933 wurde der Schienenverkehr in zivilen Dienst gestellt. Der Bahnverkehr wurde 1959 aufgegeben. Drei Jahre später wurden die Gleise entfernt. Das alte Bahnhofsgebäude ist noch erhalten.

## Gutshaus Vääna

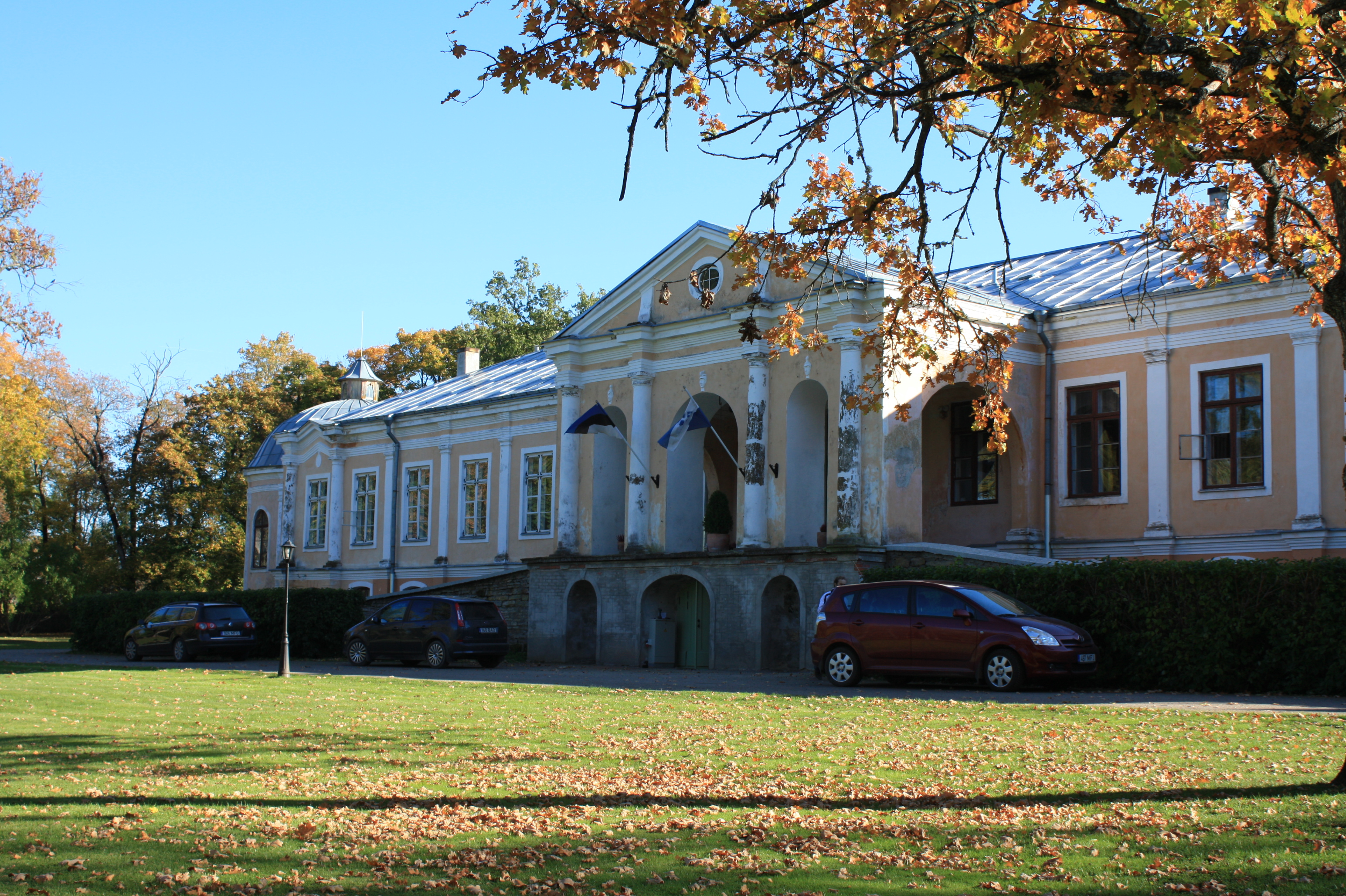
Herrenhaus von Vääna

Bekannt ist Vääna vor allem durch sein historisches Gutshaus und den umgebenden, fast 12 Hektar großen, romantischen Park.
Das Gut von Fähna ist ab dem 14. Jahrhundert belegt. Von 1325 bis 1460 stand es im Eigentum der Familie von Bremen. Im Mittelalter gehörte es zum Kloster Padise (Padis). Im 16. Jahrhundert stand das Gut im Eigentum der adligen deutschbaltischen Familie Tiesenhausen. Danach gehörte es verschiedenen deutschbaltischen Familien und wurde im Nordischen Krieg zerstört, bevor es 1774 in das Eigentum der Familie von Stackelberg überging. Berühmtester Besitzer war Otto Magnus von Stackelberg. Er war ein großer Kunstfreund, Forscher und Antikensammler, der die von Peter Friedrich von Dücker gegründeten Sammlungen von Kunstschätzen erweiterte und vervollständigte. Im westlichen Kuppelpavillon unterhielt er eine Kunstgalerie. Seine Kollektion gehörte zu den wertvollsten in Estland.
Das Herrenhaus wurde 1797 fertiggestellt. Sein Aussehen im Stil des Spätbarock erhielt es nach den Plänen eines unbekannten italienischen Architekten von 1784. Der Bau erinnert mit seinen Rundpavillons, die illusionistisch kassettierte Deckenmalereien besitzen und über eine Galerie verbunden sind, eher an ein Schloss. Diesen Eindruck unterstreichen auch die Fenster, Pilaster und Lisenen.
Das Gut Fähna stand bis zur estnischen Landreform 1919 im Eigentum der Familie von Stackelberg. In dem Herrenhaus befinden sich seit 1920 ein Kindergarten, eine Grundschule sowie die Ortsbücherei. Von den Nebengebäuden sind die Schnapsbrennerei, die der Architekt Friedrich Modi 1871 errichtete, sowie ein Speicher aus den 1880er Jahren erhalten.